# Соловьёв, Юрий Васильевич (актёр)
Юрий Васильевич Соловьёв (16 января 1933, пос. Тулун, Восточно-Сибирский край, РСФСР — 13 января 2017, Санкт-Петербург, Российская Федерация) — советский и российский актёр театра, кино и дубляжа, кинорежиссёр. Заслуженный артист РСФСР (1980).

## Биография
Родился 16 января 1933 года в посёлке Тулун в семье служащих.
Окончил среднюю школу села Тангуй, актёрский факультет ВГИК (мастерская Ю. Я. Райзмана, 1957) и курсы режиссёров телевидения при киностудии «Ленфильм» (руководитель Г. М. Козинцев, 1967). До поступления во ВГИК посещал художественный кружок в одном из московских Домов культуры.
С 1957 года — актёр и режиссёр киностудии «Ленфильм», актёр Ленинградской студии киноактёра, в 1976—1993 годах — актёр Театра-студии киноактёра при киностудии «Ленфильм». Член редколлегии литературно-художественного журнала «Аврора». Автор книги «Узелки на память».
В кино с 1955 года. Свою первую роль комсомольца Петра Чижова сыграл в драме Михаила Швейцера «Чужая родня». Среди других его заметных работ: Антон Валега («Солдаты»), Муромцев («На дорогах войны»), Николай («Шофёр поневоле»), Костыря («Прорыв»), врач Дима («Степень риска»), Шестаков («Подвиг Одессы»), Иван Ефремов («Подсудимый»).
В легендарном фильме «Они сражались за Родину» он заменил собой Василия Шукшина, доиграв недоснятые сцены. Дело в том, что в связи с внезапной смертью Шукшина, когда съемки еще не были завершены, на длительный отбор и пробы нового актёра у режиссера просто не было времени. Уже на следующий день после гибели Василия Макаровича, Бондарчук дал команду всем своим ассистентам срочно искать внешне похожего артиста. Уже было отснято более 90% сцен с персонажем Шукшина, поэтому о замене актёра речи вообще не было. Хотя и предстояло еще снять несколько эпизодов. Юрий Соловьев подошёл по всем параметрам – рост, телосложение и даже овал лица с выступающими скулами и бровями, что было важно при съемках сзади или под углом со спины. В целом Бондарчуку удалось снять почти все сцены, которые он задумывал. Озвучкой персонажа занимался большой профессионал дубляжа Игорь Ефимов, который мастерски передал не только голос Василия Макаровича, но и его интонации.
Умер 14 января 2017 года в Санкт-Петербурге на 84-м году жизни.

## Фильмография

#### Актёрские работы
1. 1955 — Чужая родня — Пётр Чижов
2. 1956 — Солдаты — Антон Валега
3. 1957 — Шторм — продотрядовец
4. 1957 — Рядом с нами — Володя Назаренко
5. 1957 — Всего дороже — Петя Буянов
6. 1958 — Шофёр поневоле — Николай
7. 1958 — Олеко Дундич — Ваня
8. 1958 — На дорогах войны — Муромцев
9. 1959 — Ссора в Лукашах — тракторист
10. 1959 — Колыбельная — Михеев
11. 1959 — Дорога уходит вдаль — Андрей
12. 1960 — Ребята с Канонерского — милиционер
13. 1960 — Домой — Серёга
14. 1961 — Рассказы о юности — Максим
15. 1962 — После свадьбы — Семён
16. 1962 — Душа зовёт — Удальцов
17. 1963 — Синяя тетрадь — Эйно Рахья
18. 1963 — Родная кровь — Шаляпин
19. 1963 — Последний хлеб — Алексей Дёмин
20. 1964 — Товарищ Арсений — Рубцов, провокатор
21. 1964 — Пока фронт в обороне — самострел
22. 1965 — Верность — лейтенант
23. 1966 — Дневные звёзды — моряк Дима (в титрах не указан)
24. 1966 — Первый посетитель — солдат-инвалид
25. 1967 — Браслет-2 — связной
26. 1968 — Степень риска — Дима
27. 1970 — Крушение империи — эпизод (в титрах не указан)
28. 1972 — Пятая четверть — работник ГЭС
29. 1972 — Боба и слон — капитан-танкист
30. 1973 — Исполняющий обязанности — Юрий Павлович
31. 1973 — А вы любили когда-нибудь? — Леонид Маркелович
32. 1975 — Такая короткая долгая жизнь — Жаворонков
33. 1975 — Рождённая революцией — Алимов
34. 1975 — Полковник в отставке — Валерий Иванович
35. 1975 — Иван и Коломбина
36. 1975 — Память — шофёр
37. 1975 — Звезда пленительного счастья — Егор
38. 1975 — Они сражались за Родину — Пётр Лопахин (дублёр Василия Шукшина)
39. 1976 — Пока стоят горы… — Потапов
40. 1976 — Обычный месяц — Илья
41. 1976 — Житейское дело — солдат
42. 1976 — Двадцать дней без войны — комендант
43. 1977 — Убит при исполнении
44. 1977 — Строгая мужская жизнь — Пётр Лукич Носов, комбат
45. 1977 — Прыжок с крыши — Василий Иванович
46. 1978 — У меня всё нормально — Федотов
47. 1978 — Рыцарь из Княж-городка — отец Холода
48. 1978 — Познавая белый свет — строитель
49. 1978 — Младший научный сотрудник — Александр Кураев
50. 1978 — Маршал революции — Гусев
51. 1979 — Пани Мария — военком
52. 1979 — Вернёмся осенью — военком
53. 1980 — Начальник (короткометражка) — Козлов
54. 1980 — Мы смерти смотрели в лицо — военный из политотдела
55. 1980 — День на размышление — Рекалов
56. 1981 — Штормовое предупреждение — Баширов
57. 1981 — Снег на зелёном поле — Иван Федосеевич
58. 1981 — Правда лейтенанта Климова — подполковник
59. 1981 — Комендантский час — командир партизанского отряда
60. 1982 — Профессия — следователь — Сидоренко
61. 1982 — Взять живым — Караваев
62. 1983 — Дублёр начинает действовать — парторг
63. 1984 — Челюскинцы — Васильев
64. 1984 — Снег в июле — Наседкин
65. 1984 — Лучшие годы — Шарников
66. 1984 — Лучшая дорога нашей жизни
67. 1984 — Колье Шарлотты — прокурор
68. 1985 — Подсудимый — Иван Свиридович Ефремов
69. 1985 — Подвиг Одессы — Шестаков
70. 1986 — Прорыв — Костыря
71. 1986 — За Ветлугой-рекой — председатель колхоза
72. 1987 — Ищу друга жизни — Дюбин
73. 1988 — Полёт птицы — врач
74. 1989 — Навеки — 19 — Старых
75. 1989 — В знак протеста — Лукин
76. 1990 — Самое ценное (короткометражка)
77. 1990 — Каталажка — Зарайский
78. 1991 — Человек со свалки — Михаил Юрьевич
79. 1991 — Дом на песке
80. 1992 — Рэкет — начальник автомастерской
81. 1992 — Невеста из Парижа
82. 1992 — Комедия строгого режима — эпизод
83. 1992 — Прекрасная незнакомка — проводник
84. 1997 — Грешная любовь — судья
85. 1998 — Агент национальной безопасности 1 — Геннадий Андреевич Козятин, член секты «Свет истины» (1-я серия)
86. 2004 — Своя чужая жизнь
87. 2005 — Большая прогулка

#### Режиссёрские работы
- 1970 — Взрывники
- 1976 — Житейское дело

#### Озвучивание
- 1958 — Викинги — Гудвин (роль Александера Нокса)
- 1961 — Чужие — Эдвардас (роль Альбертаса Шульцаса)
- 1965 — Никто не хотел умирать — сын Йонас (роль Юозаса Будрайтиса)
- 1966 — Лестница в небо  — Меркис (роль Балиса Бараускаса)
- 1966 — Почему ты молчишь? — Бебир (роль Кямиля Кубушова)
- 1966 — Тайны пещеры Каниюта — Эльмурад (роль Исамата Эргашева)
- 1966 — Колокол Саята — Мавлян (роль Марата Арипова)
- 1966 — У каждого своя дорога — Асан (роль Тургуна Бердалиева)
- 1967 — Игры взрослых людей —  органист Рамонас (роль Фердинандаса Якшиса)
- 1968 — Графиня Коссель — Фридрих Киан (роль Игнацы Гоголевского)
- 1973 — Дмитрий Кантемир — Реис-эффенди (роль Думитру Фусу)
- 1973 — Три орешка для Золушки — Принц (роль Павла Травничека)
- 1974 — Нападение на тайную полицию — Зиединьш (роль Гедиминиса Гирдвайниса)
- 1976 — Лето — Йоосеп Тоотс (роль Ааре Лаанеметса)
- 1979 — Отель «У погибшего альпиниста» — Хинкус (роль Микка Микивера)